# Cataptygma arcuatum
Cataptygma arcuatum är en stekelart som beskrevs av Henry Keith Townes, Jr. 1970. Cataptygma arcuatum ingår i släktet Cataptygma och familjen brokparasitsteklar. Inga underarter finns listade.